# Distretto rurale di Gainsborough

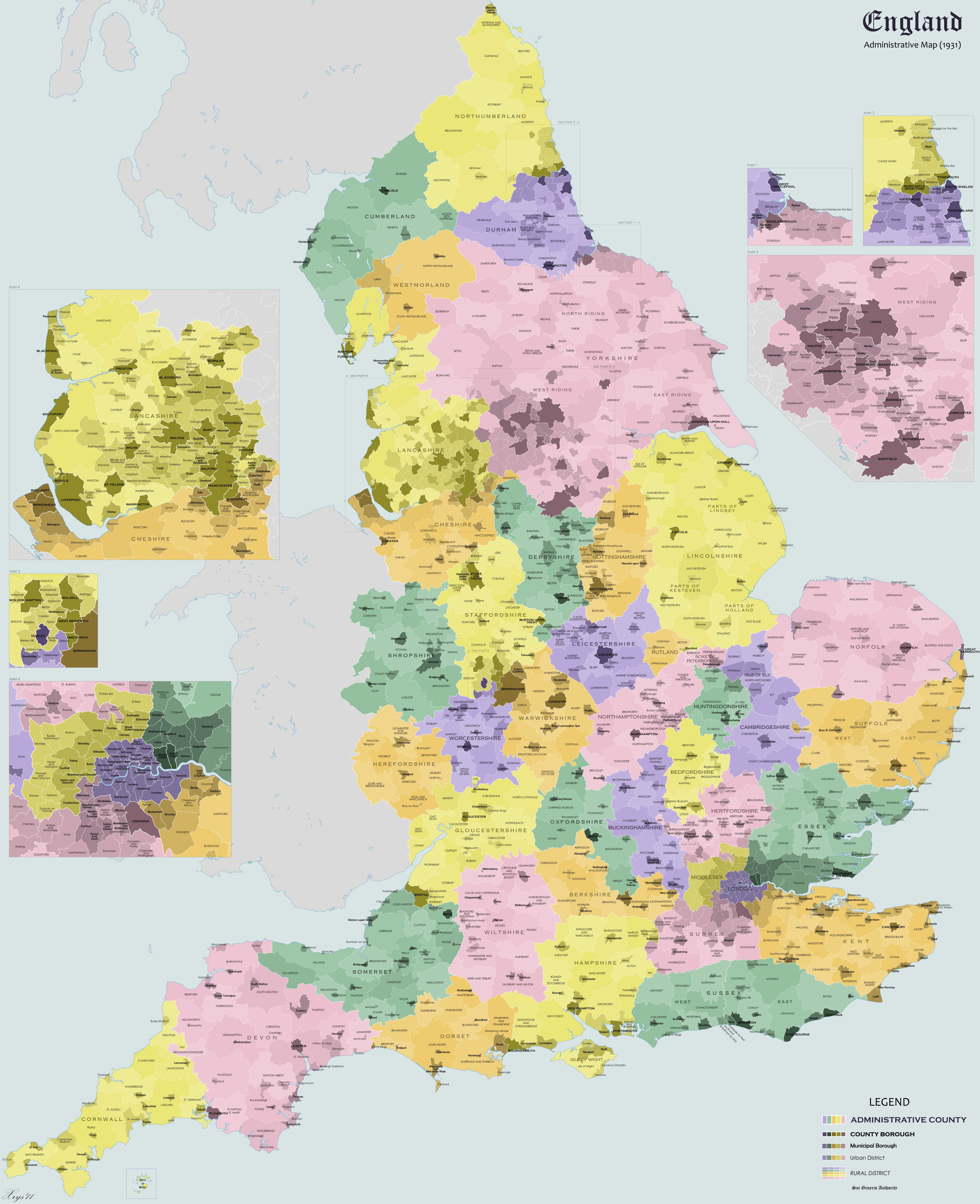
Mappa amministrativa dell'Inghilterra del 1931

Il distretto rurale di Gainsborough era un distretto rurale nel Lincolnshire, parte di Lindsey dal 1894 al 1974.
È stato costituito con il Local Government Act 1894 da parte del distretto rurale di Gainsborough che si trovava a Lindsey (la parte del Nottinghamshire che diventa il distretto rurale di Misterton). Fu ridotto nel 1936 in base ad un ordine di revisione della contea cedendo le parrocchie di Haxey, Owston Ferry e West Butterwick, tutte parte dell'isola di Axholme, al distretto rurale dell'isola di Axholme.
Fu abolito nel 1974 con il Local Government Act 1972 e incorporato nel nuovo distretto di West Lindsey.